# Dieter Podlech
Dietrich Podlech, född 1931, är en tysk botaniker som specialiserat sig på ärtväxter.
Auktorsnamnet Podlech kan användas för Dieter Podlech i samband med ett vetenskapligt namn inom botaniken; se Wikipediaartiklar som länkar till auktorsnamnet.

## Böcker utgivna på svenska[3]
- 1989 – Medicinalväxter : bestämningsbok för 315 arter ISBN 91-34-51044-3
- 1990 – Blommor ISBN 91-34-51082-6